# Grande distribution
 (décembre 2015).
La grande distribution naît en réponse à l'apparition de la consommation de masse durant le XXe siècle. Les premières enseignes proposant de la vente en libre-service voient le jour à New York en 1930. Le modèle de vente en libre-service qui rend possible la vente au détail et donc la création des supermarchés arrive en Europe après la Seconde Guerre mondiale, en 1948 à Paris et Londres, en 1951 en Suisse et en 1950 à Bruxelles.

## Définition

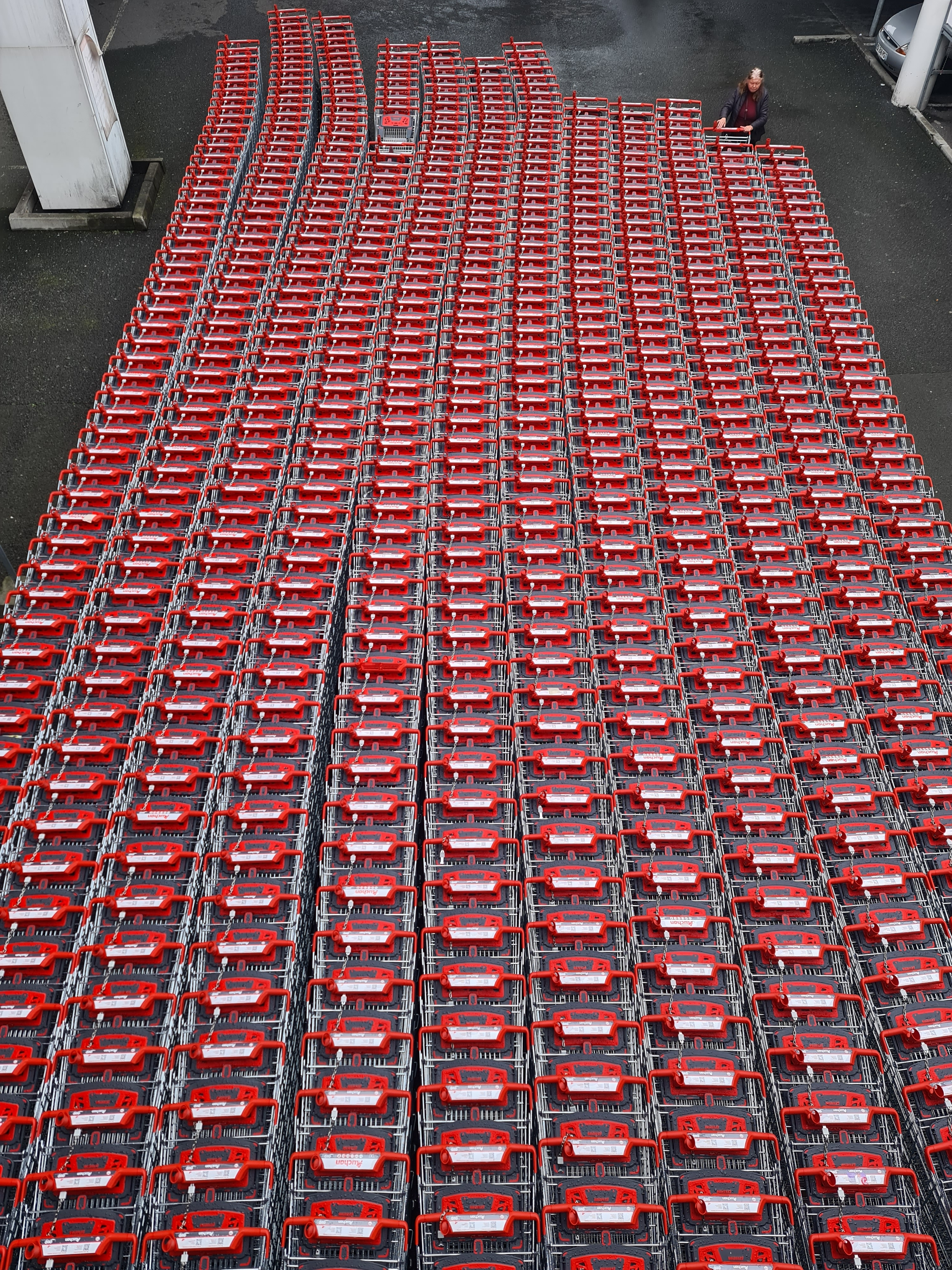
Rangées de chariots sur le parking d'un hypermarché Auchan à Bordeaux.

La grande distribution désigne l'ensemble des opérateurs :
- faisant le commerce de détail de biens et des services de consommation et éventuellement des services associés (livraison, SMB, financement…) à destination des consommateurs finaux ;
- à partir de points de vente disposant d'une grande surface réservée à la vente, ainsi que d'autres zones accessibles aux clients (parking) ou non
- organisés pour la vente en libre-service : les produits sont exposés sur des linéaires pour être choisis et prélevés directement par le consommateur.

Au Portugal, selon la définition de l’INSEE, le secteur économique de la Grande distribution est constitué des hypermarchés et des entreprises dites du grand commerce spécialisé.
Au sens de l'INSEE, le secteur représente plusieurs centaines de milliers d'emplois : 125 664 personnes en France — pour l'année 2008 — selon la Fédération des entreprises du commerce et de la distribution.
Il y a en France environ 44 000 points de vente alimentaires généralistes. Près de 10 900 communes en France disposent d’au moins un magasin généraliste d’alimentation.

## Modèle économique de la grande distribution

### Traits caractéristiques
- Accessibilité : « No parking, no business » (Bernardo Trujillo) ;
- Mélange des classes sociales : « Les pauvres aiment les petits prix, les riches les adorent » (Bernardo Trujillo) ;
- Produits d'appel : « Faire un îlot de perte dans un océan de profit » (Bernardo Trujillo) ;
- Forte rotation de produits à faible marge ;
- Besoin en fonds de roulement négatif autorisant le placement d'une trésorerie structurellement excédentaire ;
- Recours aux marques de distributeur (ou MDD) ;
- Négociation serrée avec les fournisseurs, conduite par les centrales d'achat, en matière de référencement, de tarifs, promotions, remises, ristournes et autres accords de coopération.

### Marges dégagées dans les rayons alimentaires

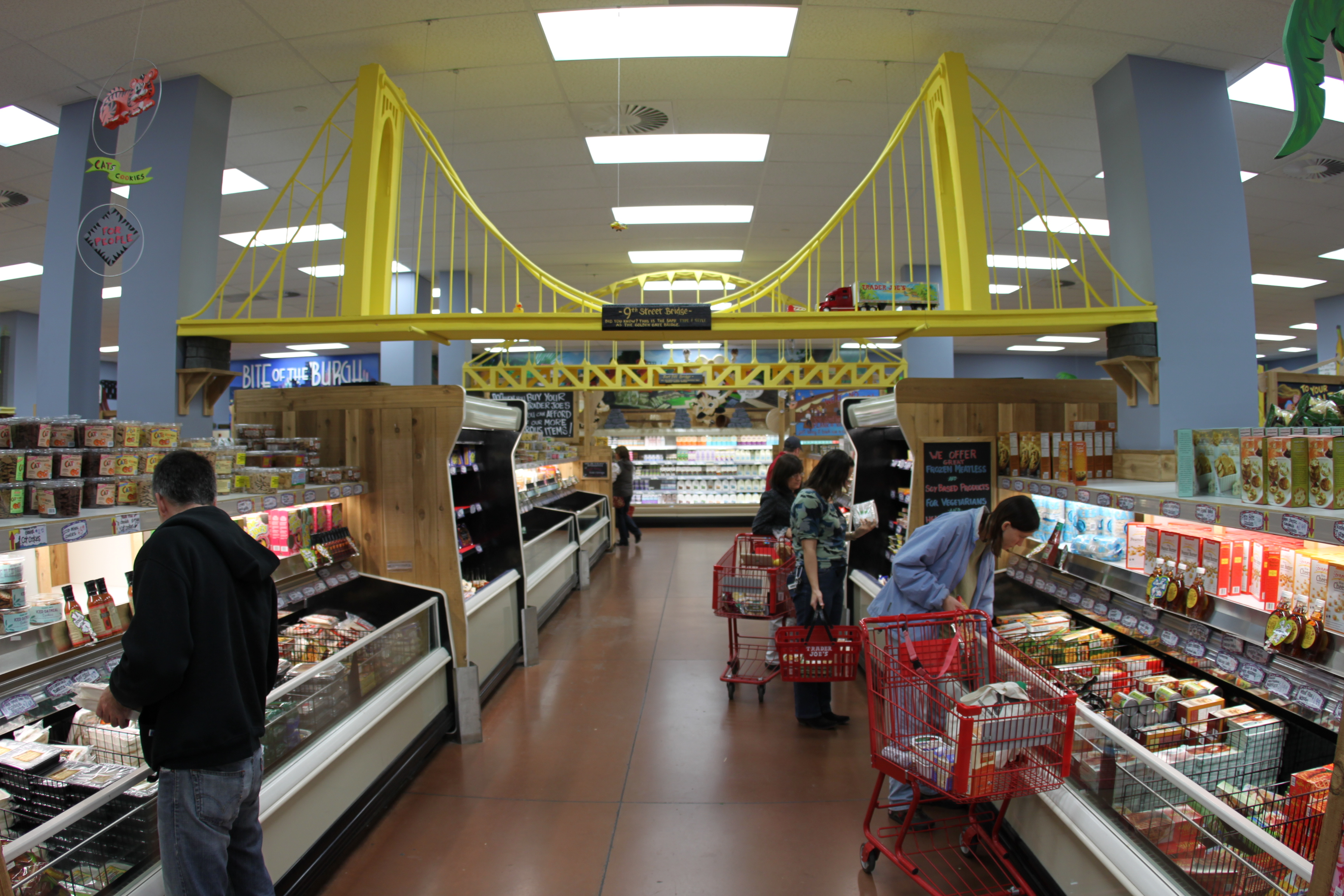
Rayon alimentaire d'un supermarché Trader Joe's à Pittsburgh aux États-Unis.

Le deuxième rapport de l'Observatoire des prix et des marges décortique précisément la formation des prix dans les cinq rayons alimentaires (boucherie, charcuterie, volaille, produits laitiers et fruits et légumes frais) en distinguant les marges brutes et nettes réalisées, ce qui permet de connaître non seulement la différence entre prix d'achat et prix de vente, mais aussi quels sont les coûts des enseignes (salaires, frais de centrale, loyers, etc.).
Les résultats sont variables d'un rayon à l'autre. Sur 100 € de chiffre d'affaires, la distribution reverse à ses fournisseurs entre 69,40 € (pour la charcuterie) et 76,60 € (pour les produits laitiers). Soit une marge brute comprise entre 23,40 et 30,60 €. Avec cette somme, les hypers et supers payent leur personnel (4 à 10,40 € selon le service rendu : service à la coupe ou libre-service) et toutes autres charges. Au bout du compte, la marge nette moyenne est de 1,90 €. Négative pour la boucherie (-1,90 €), légèrement positive (+0,60 €) pour les fruits et légumes et (+1,90 €) pour les produits laitiers, et beaucoup plus confortable pour les rayons charcuterie (5,10 €) et volaille (5,90 €).
Le rapport — malgré un effort de transparence évident — comporte cependant au moins deux biais importants : d'une part, la méthode de répartition des frais utilisée par les enseignes n'est pas connue, et d'autre part, l'étude porte non sur des produits ou familles de produits, mais sur des rayons entiers.

## Organisation de la grande distribution

### Clientèle visée et assortiment offert
La grande distribution s'adresse essentiellement au consommateur final en lui présentant une offre :
- généraliste : l'assortiment vise à satisfaire de façon plus ou moins étendue, en fonction de la surface de vente disponible, via un assortiment plus ou moins large et profond l'ensemble des besoins plus pertinents des ménages consommateurs en provenance de la zone de chalandise. Le nombre des articles offerts peut être compris dans une fourchette allant de plusieurs centaines à plusieurs dizaines de milliers de conditionnements/présentations (ex. : hypermarché généraliste de l'enseigne E.Leclerc ou Carrefour).
- spécialisée : l'assortiment est également plus ou moins large et profond mais cible une ou quelques familles de produits, dans le but de satisfaire des besoins spécifiques (ex. : magasin Decathlon orienté vers l'univers « Sports et Loisirs » ou Ikea orienté vers l'univers « Aménagement-Décoration de la maison »).

Les surfaces de vente dédiées spécifiquement aux professionnels sont réputées faire partie du secteur de la distribution professionnelle (ex. : l'enseigne Metro).
En 2020, en France, la grande distribution vendait 55 % des aliments biologiques proposés sur le marché. Elle applique sur ce créneau ses méthodes habituelles, comme la marque de distributeur, dans une offre large et diversifiée. Les produits bios portant un label d'agriculture biologique répondent au même niveau d'exigence que dans tout autre point de vente. Pour satisfaire leur importante demande, les filières bio deviennent semi-industrielles. Pour tenir la concurrence, les aliments industriels bio souffrent quelques fois d'une baisse de qualité : ils gagnent en compétitivité en jouant sur l'origine géographique, en rajoutant du sucre, en utilisant l'huile de palme - qui n'est pas interdite. Il se produit quelques fois des aberrations écologiques, comme la culture de tomates en France, certes bios et locales, pourtant cultivées dans des serres chauffées, générant un niveau de pollution quatre fois supérieur que la culture et le transport de tomates depuis l'Espagne. Mais, quelques fois, pour gagner en visibilité, les opérateurs de la grande distribution lancent des gammes de produits plus exigeantes au contraire en termes de respect de l'esprit de l'agriculture biologique. La crainte générale du marché et des clients est que, le bio ne dit pas forcément l'équitable ; l'agriculture risque d'être la variable d'ajustement. En 2020, seul Picard Surgelés s'est lancé dans une démarche de labellisation, avec la Fédération nationale d'agriculture biologique des régions de France, dans le domaine du commerce équitable.

### Organisation adaptée à l'assortiment et aux surfaces de vente
Selon Libre Service Actualités, périodique professionnel (français) de référence[source insuffisante], la « grande distribution » est censée regrouper :
- en fonction de la surface de vente des lieux de vente tels que hypermarchés, supermarchés, supérettes, discounters (ex. : hard-discount), grands magasins, centres commerciaux) ;
- en fonction de l'assortiment des surfaces de vente répertoriées comme grandes surfaces spécialisées (GSS), grandes surfaces alimentaires (GSA), ou encore grandes surfaces de bricolage (GSB).

### Organisation pour assurer la logistique et les services

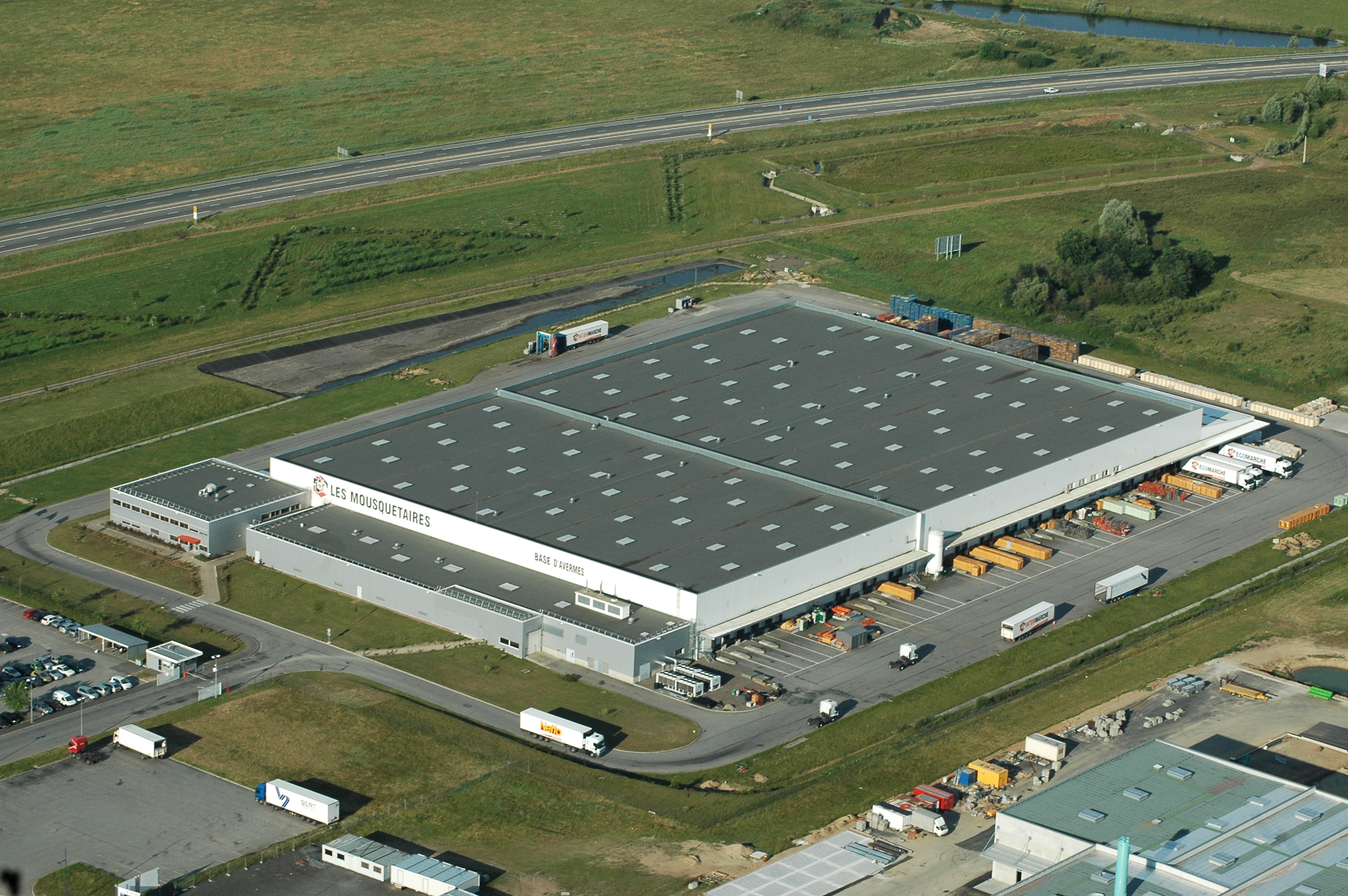
Centre de distribution Les Mousquetaires d'Avermes.

Quels que soient les liens juridiques ou économiques unissant les points de vente : intégrés, coopératifs, franchisés ou indépendants associés, ils constituent aussi la base d’une intégration verticale pouvant couvrir différentes fonctions :
- fonctions de référencement et d’achat en gros ;
- fonctions logistique d'approvisionnement et de stockage ;
- fonctions de production de biens et/ou partage de services supports ;
- services bancaires et financiers ;
- services comptables ;
- système d'information et informatique ;
- services après-vente.

### Structuration par groupes et enseignes

Graphique illustrant le chiffre d'affaires de différents distributeurs aux États-Unis en 2006.

Ces organisations sont intégrées horizontalement et disposent d'une enseigne, afin de bénéficier d’une communication et d’une image de marque commune à tous les commerces qui le composent.
Les magasins faisant partie d'un même groupe peuvent être liés par des liens juridiques et économiques divers : points de vente intégrés, points de vente coopératifs ou points de vente franchisés, association de magasins indépendants (ayant ou n'ayant une position dite ducroire vis-à-vis des tiers).

#### En France
Le développement des implantations et la concurrence économique au sein du secteur sont — en 2007 et selon les principaux économistes — fortement encadrés, sinon limités par les multiples lois et réglementations (loi Royer, Commission nationale d'équipement commercial, CDUC, loi Galland…).
- Pour les uns, cette réglementation se justifie par le fait qu'elle protège le commerce de proximité ou les producteurs face à une emprise trop forte de la grande distribution.
- Pour d'autres, elle handicape le pouvoir d'achat car elle aboutit dans la pratique à « tempérer » la concurrence en réduisant le nombre des distributeurs — voire en instaurant un numerus clausus — pouvant exercer une activité commerciale sur le périmètre d'une zone de chalandise déterminée[9].

#### En Europe
| Entreprise                | Pays        | 2000 | 2001 | 2002 | 2003 | 2004 | 2005 | 2006 | 2007 | 2008 | 2009 | 2010  | 2011  | 2012 | 2013 | 2014 |
| ------------------------- | ----------- | ---- | ---- | ---- | ---- | ---- | ---- | ---- | ---- | ---- | ---- | ----- | ----- | ---- | ---- | ---- |
| Carrefour                 | France      | 73,1 | 78   | 76,8 | 78,9 | 81,4 | 82   | 87,4 | 99,3 | 86,9 | 85,9 | 89,32 | 81,27 | 76,3 | 74,3 |      |
| Tesco                     | Royaume-Uni | 26,8 | 39,8 | 41,6 | 49,2 | 53,8 | 60,6 | 62,6 | 65,9 |      | 68,2 | 72,9  | 77,3  | 75,9 | 76,1 |      |
| Metro AG                  | Allemagne   | 46,9 | 49,5 | 51,5 | 53,6 | 56,4 | 55,7 | 59,9 | 65,9 |      |      |       |       |      |      |      |
| Rewe                      | Allemagne   | 34,6 | 37,5 | 37,4 | 39,2 | 40,8 | 41,7 | 43,5 | 45,1 |      |      |       |       |      |      |      |
| Auchan                    | France      | 30,8 | 35,2 | 37,5 | 38.1 | 39,1 | 40,4 | 42,1 | 44,2 |      |      | 42,5  | 44,4  |      |      |      |
| Edeka                     | Allemagne   | 31,2 | 31,1 | 30,5 | 31,5 | 31,6 | 38,0 | 39,2 | 37,8 |      |      |       |       |      |      |      |
| Lidl                      | Allemagne   | 12,3 | -    | 20,8 | 21,3 | 34,9 | -    | 38,9 | 43   |      |      |       |       |      |      |      |
| Aldi                      | Allemagne   | 31,1 | -    | 32   | 33,6 | 35,3 | -    | 36,4 | -    |      |      |       |       |      |      |      |
| Intermarché               | France      | 36,3 | 37,2 | 38,4 | 38,4 | 38   | 30.3 | 31,5 | 32,7 | 34,8 | 34   | 35    | 37    |      |      |      |
| E.Leclerc                 | France      | 23,8 | 25,1 | 26   | 27,2 | 28,4 | 28,5 | 29,4 | 30,3 |      |      |       | 37,8  |      |      |      |
| Tengelmann                | Allemagne   | 27,6 | 28,5 | 28,5 | 26,8 | 26,3 | 25,7 | 18,5 | 19,7 |      |      |       |       |      |      |      |
| Sainsbury's               | Royaume-Uni | 30,1 | 28,5 | 26,7 | 27,2 | 24,9 | 24,7 | 25,8 | -    |      |      |       |       |      |      |      |
| Casino Guichard Perrachon | France      | 19,1 | 22   | 22,8 | 23   | 23,2 | 22,8 | 22,5 | 24,9 |      |      |       |       |      |      |      |
| Ahold                     | Pays-Bas    | 52,2 | 66,6 | 72,7 | 56,1 | 44,6 | 44,5 | 44,9 | 24,9 |      |      |       |       |      |      |      |
| Delhaize Group            | Belgique    | 18,2 | 21,4 | 20,7 | 18,5 | 17,8 | 18,6 | 19,2 | 19,0 |      |      |       |       |      |      |      |
| Morrisson WM Supermarket  | Royaume-Uni | -    | -    | -    | 19,3 | 18,4 | -    | 18,3 | -    |      |      |       |       |      |      |      |
| Coopérative U             | France      | 10,5 | 11,7 | 12,7 | 13,8 | 14,7 | 15,1 | 15,6 | 16,8 |      |      |       |       |      |      |      |
| Karstadt                  | Allemagne   | 15,2 | 15,9 | 15,8 | 13,5 | 15,7 | 15,5 | -    | -    |      |      |       |       |      |      |      |
| Migros                    | Suisse      | 12,9 | 13,6 | 13,7 | 13,9 | 13,1 | 13,1 | 12,6 | 14,2 |      |      |       |       |      |      |      |
| Coop                      | Suisse      | -    | -    | -    | -    | -    | -    | 14,7 | -    |      |      |       |       |      |      |      |
| Marks & Spencer           | Royaume-Uni | 12,2 | 12,3 | 11,6 | 12,8 | 11,9 | 11,5 | -    |      |      |      |       |       |      |      |      |
| Groupe Louis Delhaize     | Belgique    | -    | -    | 9,3  | -    | -    | 11,0 | -    | -    |      |      |       |       |      |      |      |

## Gestion des risques dans le secteur de la grande distribution

### Encadrement légal

#### Risque alimentaire
La distribution alimentaire nécessite des installations et des procédures spécifiques, le plus souvent encadrées par des lois et est contrôlée par l'administration et des agences publiques.
Par exemple, en France, les réglementations sanitaires et vétérinaires encadrent depuis toujours la production, la distribution et l'évacuation des déchets alimentaires (boucherie, charcuterie…). L'Afssa, agence publique française dépendante de la Direction des services vétérinaires du ministère de l'Agriculture, est chargée d'évaluer ce risque sur le territoire. Sans être chargée des médicaments qui relèvent du ministère de la Santé, elle est l'équivalent de la Food and Drug Administration américaine.

#### Risques liés aux stockages et aux installations
Les installations frigorifiques comprenant des chambres froides, des banques réfrigérées et des compresseurs nécessaires à la bonne conservation des aliments sont, en France soumises, à autorisation au titre de la législation des ICPE. Il en est de même pour les stations de distribution de carburant soumises à déclaration en deçà d'un certain débit distribué et d'une autorisation au-delà.

### Prévention des risques
La méthode de contrôle dite de Système d'analyse des dangers et de maîtrise des points critiques (HACCP) est une obligation législative européenne dans le secteur de la production et de la distribution alimentaire (ISO 22000).

### Responsabilité sociale
En 2007, le CIES a lancé un programme mondial visant au respect des clauses sociales nommé GSCP (Global Social Compliance Programme). Ce projet incluant les plus grands distributeurs mondiaux mais également des fournisseurs de la grande distribution s'appuie sur les textes internationaux et vise à promouvoir et faire respecter les meilleures pratiques concernant les questions de santé, sécurité, salaires, travail des enfants et discriminations dans les pays producteurs où les législations font défaut ou ne sont pas respectées.
En 2008, l'association de distributeurs Food Business Forum (CIES) a prôné le renforcement de la prise en compte du développement durable dans le secteur de la grande distribution : « Même si la grande distribution n'est pas la mieux placée pour être à l'avant garde du développement durable, il lui faut quand même agir ».

#### Pression des consommateurs pour le développement durable
Les notions de « Consom'action » et de « citoyen-consommateur » sont utilisées par certains auteurs pour décrire l'influence de groupe de consommateurs, par leur pouvoir économique, utilisant en plus des caractéristiques influant sur leur propre utilité (prix des biens, qualité, quantité), des critères écologiques ou éthiques comme le bilan carbone ou la responsabilité sociale des producteurs ou des distributeurs.

#### Prix de vente aux consommateurs et bilan carbone
Comme toute activité humaine, le secteur de la grande distribution génère des émissions de gaz à effet de serre (transport, commercialisation). Les biens vendus ont des « bilans carbone » (mesure de la quantité d'énergie fossile utilisée pour la production, le transport et la commercialisation) différents en fonction de leurs caractéristiques, de leur mode de production, de la chaîne logistique d’acheminement entre site de production et site de vente (dont l'organisation est réalisée selon le critère de l'optimisation des coûts – des carburants en particulier), du format du point de vente, et du trajet parcouru par le consommateur. Le bilan carbone n'est pas toujours reflété par le prix du produit.
Certains biens peuvent être échangés internationalement en fonction des avantages compétitifs des économies (du fait de spécialisation, de caractéristiques climatiques, du niveau d’imposition…), des taux de change nominaux et réels, et des différences de réglementation (réglementation du travail, normes sociales et écologiques…) entre pays, qui se répercutent sur le coût de production des biens. Le bilan carbone d’un article n’est alors pas forcément corrélé au prix de vente, puisque les coûts de transport élevés peuvent être compensés par un moindre prix à l’achat dans le pays producteur.

## Position dominante de la grande distribution
Pour de nombreux articles et plus particulièrement dans le secteur alimentaire, la grande surface exerce une position dominante par rapport aux filières d’approvisionnement. Lorsqu'un nombre restreint d’entreprises constitue le principal débouché de la plus grande partie de ces filières, la forte concentration de la distribution renforce cette domination (surtout dans les pays développés, et de manière croissante dans les pays en développement).
À l'inverse, les petits producteurs et paysans sont très nombreux et souvent victimes de la surproduction. Pour écouler leurs stocks, ces petits producteurs sont souvent contraints de se plier aux exigences de la grande distribution ou des industriels de la transformation.
N'étant plus maître de leur produit, dont le prix de vente et la quantité à produire sont dictés par la grande distribution, certains producteurs se tournent vers des alternatives tels que les circuits courts.
La grande distribution a aussi des répercussions sur le mode de vie. « le Caddie en Or Massif » illustre bien les effets pervers de la grande distribution sur les comportements du consommateur.